# Камберленд (округ, Нью-Джерсі)
Шаблон:StateAbbr_ 39°20′ пн. ш. 75°08′ зх. д. / 39.33° пн. ш. 75.13° зх. д.
Округ  Камберленд (англ. Cumberland County) — округ (графство) у штаті  Нью-Джерсі, США. Ідентифікатор округу 34011.

## Історія
Округ утворений 1748 року.

## Демографія
За даними перепису 
2000 року 
загальне населення округу становило 146438 осіб, зокрема міського населення було 117336, а сільського — 29102.
Серед мешканців округу чоловіків було 74730, а жінок — 71708. В окрузі було 49143 домогосподарства, 35185 родин, які мешкали в 52863 будинках.
Середній розмір родини становив 3,19.
Віковий розподіл населення поданий у таблиці:
| Стать    | До 15 років | 15-21 | 22-29 | 30-39 | 40-49 | 50-65 | 65-85 | Понад 85 |
| -------- | ----------- | ----- | ----- | ----- | ----- | ----- | ----- | -------- |
| Чоловіки | 15894       | 7086  | 8886  | 13646 | 11003 | 10616 | 6901  | 698      |
| Жінки    | 14977       | 6399  | 6913  | 10234 | 10440 | 11257 | 9870  | 1618     |

## Суміжні округи
- Глостер – північ
- Атлантик – північний схід
- Кейп-Мей – південний схід
- Кент, Делавер – південний захід
- Салем – північний захід

## Виноски
1. ↑  Forstall, Richard L. Population of states and counties of the United States: 1790 to 1990 from the Twenty-one Decennial Censuses [Архівовано 2 січня 2016 у Wayback Machine.], pp. 108-109. Бюро перепису населення США, March 1996. ISBN 9780934213486. Accessed October 3, 2013.
2. ↑  New Jersey: 2010 - Population and Housing Unit Counts; 2010 Census of Population and Housing [Архівовано 26 січня 2022 у Wayback Machine.], p. 6, CPH-2-32. Бюро перепису населення США, August 2012. Accessed August 29, 2016.
3. ↑  DP-1 - Profile of General Demographic Characteristics: 2000; Census 2000 Summary File 1 (SF 1) 100-Percent Data for Cumberland County, New Jersey[недоступне посилання], Бюро перепису населення США. Accessed January 21, 2013.(англ.) Наведено за англійською вікіпедією.
4. ↑  DP1 - Profile of General Population and Housing Characteristics: 2010 Demographic Profile Data for Cumberland County, New Jersey[недоступне посилання], Бюро перепису населення США. Accessed March 26, 2016.
5. ↑  American FactFinder. Бюро перепису населення США. Архів оригіналу за 29 липня 2011. Процитовано 31 січня 2008.

| США | Це незавершена стаття з географії США. Ви можете допомогти проєкту, виправивши або дописавши її. |